# Парковский сельский округ
Парковский сельский округ — административно-территориальная единица Тихорецкого района Краснодарского края России.
В рамках муниципального устройства с 5 мая 2019 года соответствует Парковскому сельскому поселению, при этом хутор Атаманка и посёлок Полевой входят в Юго-Северное сельское поселение. До 5 мая 2019 года в границах Парковского сельского округа существовало также Крутое сельское поселение, присоединённое к Парковскому.

## Населённые пункты
В состав Парковского сельского округа входят 12 населённых пунктов:
| №  | Населённый пункт | Тип населённого пункта | Население |
| -- | ---------------- | ---------------------- | --------- |
| 1  | Атаманка         | хутор                  | ↗13       |
| 2  | Ачкасово         | посёлок ж/д разъезда   | ↘48       |
| 3  | Восточный        | посёлок                | ↘987      |
| 4  | Западный         | посёлок                | ↘919      |
| 5  | Зеленый          | посёлок                | ↘574      |
| 6  | Крутой           | посёлок                | ↗811      |
| 7  | Парковый         | посёлок                | ↘4442     |
| 8  | Полевой          | посёлок                | ↗291      |
| 9  | Садовый          | посёлок                | ↘332      |
| 10 | Степной          | посёлок                | ↗280      |
| 11 | Урожайный        | посёлок                | ↗331      |
| 12 | Шоссейный        | посёлок                | ↘250      |